# Ivy; (アルバム)
『ivy;』（アイビー）はQ;indiviの1枚目のオリジナルフルアルバム。2007年9月12日にavex traxより発売。

## 解説
パッケージは前作『ComeBAby.,EP』同様単色透明の流れを受け継ぎ、青色透明（サファイア色）となっている。なお歌詞カードはついていない。
2枚組となっているが1枚目はオリジナルアレンジ、2枚目はリミックスバージョンおよび次回作のプレビューバージョンを収録している。
多くの曲がCMソングになっている。これはQ;indiviが多数のTVCMを手掛けているためである。そのため、「どこかで聴いたことがある」「耳になじみやすい」などといった感想をもつことが多い。
その楽曲に合うボーカリストがその曲を担当している。そのため複数のボーカリストが参加している。なお及川リン以外のボーカリストについては公表されていないため詳細が不明である。

## 収録曲

### Disc1
1. Forget Me Now
  - 歌：及川リン
  - 作詞：及川リン
  - 京セラ「W44K」CMソング
2. Hide and Seek
  - 歌：及川リン
  - 作詞：及川リン
  - ラフォーレ原宿「GRAND BAZAR 2007 WINTER」CMソング
3. Voices
  - 歌：及川リン
  - 作詞：及川リン
  - 東レ「エコドリーム」CMソング
4. She Like Electric
5. Come BAby
  - 作詞：AMADORI
  - 作曲：田中ユウスケ
  - フィーチャリング：大坪加奈
  - 京セラ「W31K」CMソング
6. Starting Over
  - 歌：及川リン
  - 作詞：及川リン
  - リオネット補聴器CMソング
7. Stay Awake
  - 日産自動車「ラフェスタ」CMソング
8. Looking at the Stars
9. Lost Freaquency
  - 歌：及川リン
  - 作詞：及川リン
  - ラフォーレ原宿「GRAND BAZAR 2007 SUMMER」CMソング
10. Part of Your World
11. Tuft
  - 歌：及川リン
  - 作詞：及川リン
  - 作曲：田中ユウスケ
  - ハウスメイトCMソング

### Disc2
1. Come BAby (hn’s i-dep Remix)
2. Just (RIDDIM PHYSICAL REMIX)
  - 作詞：AMADORI
  - 作曲：田中ユウスケ
  - 京セラ「W21K」CMソング
3. Voices (HANDSOMEBOY TECHNIQUE REMIX)
4. Tuft (Unrelease ver 2.0)
5. Storia (Next Album preview ver)
  - 歌：及川リン
  - 作詞：及川リン
  - イビデンCMソング